# Office Depot
Office Depot, Inc. é um empresa estadunidense de materiais de escritório com sede em Boca Raton, Flórida. Em 2018, operava 1.400 lojas, atingindo aproximadamente US$ 11 bilhões em vendas anuais e empregando cerca de 38.000 pessoas.

## História
A Office Depot foi fundada em outubro de 1986 por F. Patrick Sher, Stephen Dougherty e Jack Kopkin, que se tornaram, respectivamente, diretor executivo, presidente e vice-presidente executivo. A primeira loja está localizada em Lauderdale Lakes, Flórida. A empresa entrou na bolsa de valores em dezembro de 1988.
Em abril de 1991, fundiu-se com o Office Club, o que proporcionou uma expansão para a Costa Oeste dos Estados Unidos. Em 1997, a Office Depot e a Staples tentaram uma fusão. Em 18 de julho do mesmo ano, a Comissão Federal de Comércio (FTC) informou que um tribunal federal em Washington, D.C. concedeu uma liminar impedindo a união.
Em 20 de fevereiro de 2013, foi anunciado que a Office Depot e a OfficeMax se uniriam em um acordo envolvendo apenas ações, aguardando aprovação regulatória e dos acionistas. A fusão foi concluída em 5 de novembro. Em maio de 2014, foi revelado o fechamento de quatrocentas lojas, devido à queda nas vendas e à migração para serviços eletrônicos.
Em 4 de fevereiro de 2015, foi anunciado que a rival Staples havia concordado em comprar a Office Depot, em um acordo em dinheiro e ações no valor aproximado de US$ 6,3 bilhões. Entretanto, a Comissão Federal de Comércio impediu a compra. Um tribunal do distrito de Columbia havia solicitado o impedimento em 10 de maio de 2016, resultando no encerramento da proposta.
Em janeiro de 2017, Gerry Smith foi nomeado o novo CEO da empresa, a partir de 27 de fevereiro. Ele era o diretor da Lenovo. Em setembro, vendeu a Office Depot Europe (controladora da Viking Direct) e comprou a CompuCom, para entrar no mercado de serviços tecnológicos. Em janeiro de 2021, a Office Depot adquiriu o fornecedor de software empresarial BuyerQuest.

## Imagem pública
Em janeiro de 2005, a Office Depot tornou-se parceira da NASCAR. Em dezembro de 2008, anunciou que se tornaria a co-patrocinadora principal de Tony Stewart e da Chevrolet no Stewart-Haas Racing de 2009. Em setembro de 2012, não renovou a parceria. Em novembro de 2012, fez uma parceria com a Born This Way Foundation para doar 25% dos lucros para a organização.
Em março de 2019, a Office Depot e a Support.com, Inc., uma fornecedora de software sediada na Califórnia, concordaram em repassar um total de US$ 35 milhões para resolver as alegações da Comissão Federal de Comércio de que as empresas enganaram seus clientes a pagar milhões de dólares em reparos técnicos, após anunciarem enganosamente que os computadores estavam com malware.